# Episodi di Randy - Un Ninja in classe (prima stagione)
La prima stagione della serie animata Randy - Un Ninja in classe viene trasmessa in prima visione assoluta negli Stati Uniti sul canale Disney XD il 13 agosto 2012 con l'episodio pilota, mentre la regolare messa in onda viene dal 17 settembre dello stesso anno.
In Italia la stagione viene trasmessa dal 20 maggio 2013.
| nº    | Titolo originale                        | Titolo italiano                               | Prima TV USA      | Prima TV Italia   |
| ----- | --------------------------------------- | --------------------------------------------- | ----------------- | ----------------- |
| 0     | Last Stall On the Left                  | Il nuovo Ninja                                | 13 agosto 2012    | 20 maggio 2013    |
| 1     | Got Stank                               | Un posto in tribuna                           | 17 settembre 2012 | 20 maggio 2013    |
| 2     | So U Think U Can Stank                  | Un talento mostruoso                          | 18 settembre 2012 | 27 maggio 2013    |
| 3     | McFists of Fury                         | Il più amato della città                      | 19 settembre 2012 | 27 maggio 2013    |
| 4     | Gossip Boy                              | Il re del gossip                              | 20 settembre 2012 | 10 giugno 2013    |
| 5     | House of 1,000 Boogers                  | Questione di mocio                            | 24 settembre 2012 | 1º luglio 2013    |
| 6     | Monster Dump                            | Un vulcano mostruoso                          | 25 settembre 2012 | 30 giugno 2013    |
| 7     | Attack of the Killer Potatoes           | L'attacco delle patate assassine              | 26 settembre 2012 | 1º luglio 2013    |
| 8     | The Tale of the Golden Doctor's Note    | La giustifazione                              | 27 settembre 2012 | 30 giugno 2013    |
| 9     | Dawn of the Driscoll                    | La storia di Gerry Driscoll                   | 15 ottobre 2012   | 31 ottobre 2013   |
| 10    | Night of the Living McFizzles           | Gli zombie                                    | 15 ottobre 2012   | 31 ottobre 2013   |
| 11    | Viva El Nomicon                         | Habla espagnol?                               | 16 ottobre 2012   | 10 giugno 2013    |
| 12    | 30 Seconds to Math                      | La lotta della band                           | 17 ottobre 2012   | 10 giugno 2013    |
| 13    | Monster Drill                           | Ninja contro Ninja                            | 18 ottobre 2012   | 17 giugno 2013    |
| 14    | Silent Punch, Deadly Punch              | Le vacanze di Natale                          | 3 dicembre 2012   | 23 dicembre 2013  |
| 15    | Stank'd to the Future                   | Ritorno al futuro                             | 4 marzo 2013      | 24 giugno 2013    |
| 16    | Wave Slayers                            | Sulla cresta dell'onda                        | 4 marzo 2013      | 24 giugno 2013    |
| 17    | Sword Quest                             | La nuova spada                                | 11 marzo 2013     | 3 giugno 2013     |
| 18    | Nukid on the Bloc                       | Un nuovo compagno                             | 11 marzo 2013     | 3 giugno 2013     |
| 19    | Weinerman Up                            | Il record da battere                          | 18 marzo 2013     | 23 settembre 2013 |
| 20    | Evil Spirit Week                        | La foto                                       | 18 marzo 2013     | 23 settembre 2013 |
| 21    | Der Monster Klub                        | Il club dei mostri                            | 25 marzo 2013     | 24 settembre 2013 |
| 22    | Grave Puncher: the Movie!               | Andiamo al cinema                             | 25 marzo 2013     | 24 settembre 2013 |
| 23    | Escape From Detention Island            | Fuga dall'isola del castigo                   | 29 giugno 2013    | 25 settembre 2013 |
| 24    | Bash Johnson: 11th Grade Ninja          | Bash Johnson, il Ninja di terza               | 29 giugno 2013    | 25 settembre 2013 |
| 25    | Shoob Tube                              | Ciak, si gira!                                | 6 luglio 2013     | 26 settembre 2013 |
| 26    | Stanks Like Teen Spirit                 | Scacco matto                                  | 6 luglio 2013     | 26 settembre 2013 |
| 27    | Raiders of the Last Nomicon             | Alla ricerca del Nomicon perduto              | 13 luglio 2013    | 27 settembre 2013 |
| 28    | Rise of the Planet of the Robo-Apes     | La ribellione delle Robo-scimmie              | 13 luglio 2013    | 27 settembre 2013 |
| 29    | Secret Stache                           | Un club con i baffi                           | 20 luglio 2013    | 10 febbraio 2014  |
| 30    | Hip Hopocalypse Now                     | Sfida all'ultima rima                         | 20 luglio 2013    | 10 febbraio 2014  |
| 31    | Ninja Camp                              | Il campo ninja                                | 27 luglio 2013    | 11 febbraio 2014  |
| 32    | McFear Factor                           | Fattore paura                                 | 26 agosto 2013    | 12 febbraio 2014  |
| 33    | Randy Cunningham and the Sorcerer's Key | Randy Cunningham e la chiave dello stregone   | 5 ottobre 2013    | 12 febbraio 2014  |
| 34    | The Ninja Identity                      | L'identità del ninja                          | 12 ottobre 2013   | 13 febbraio 2014  |
| 35    | The Ninja Supremacy                     | La supremazia del ninja                       | 12 ottobre 2013   | 13 febbraio 2014  |
| 36    | Enter The Nomicon                       | Mac Antfee                                    | 19 ottobre 2013   | 14 febbraio 2014  |
| 37    | Swampy Seconds                          | La palude spaventosa                          | 19 ottobre 2013   | 14 febbraio 2014  |
| 38    | McSatchlé                               | Cartella mania                                | 26 ottobre 2013   | 2 giugno 2014     |
| 39    | Fart-Topia                              | Energie... rinnovabili                        | 26 ottobre 2013   | 2 giugno 2014     |
| 40    | McHugger Games                          | I pantaloncini                                | 2 novembre 2013   | 3 giugno 2014     |
| 41    | McFreaks                                | McFreaks                                      | 2 novembre 2013   | 3 giugno 2014     |
| 42    | Sorcerer in Love                        | Lo stregone                                   | 9 novembre 2013   | 11 febbraio 2014  |
| 43    | Pranks for Nothing                      | Chi di scherzo colpisce...                    | 18 novembre 2013  | 1º aprile 2014    |
| 44    | Lucious O'Thunderpunch                  | Lucio pugno di tuono                          | 18 gennaio 2014   | 4 giugno 2014     |
| 45    | Bring me the Head of Ranginald Bagel    | Ranginald Bagel                               | 18 gennaio 2014   | 4 giugno 2014     |
| 46    | Weinerman Tested, Cunningham Aproved    | Howard rompitutto                             | 25 gennaio 2014   | 5 giugno 2014     |
| 47    | Sorcerer in Love 2: Sorceress's Revenge | Stregone in amore 2: la vendetta della strega | 25 gennaio 2014   | 5 giugno 2014     |
| 48    | McOne Armed and Dangerous               | McFirst armato e pericoloso                   | 1º febbraio 2014  | 6 giugno 2014     |
| 49    | Shloomp! There It Is!                   | Alla ricerca dell'equilibrio                  | 1º febbraio 2014  | 6 giugno 2014     |
| 50-51 | Randy Cunningham: 13th Century Ninja    | Randy Cunningham: Ninja del XIII secolo       | 8 febbraio 2014   | 8 giugno 2014     |

## Dettagli degli episodi

### Il nuovo ninja
Ad inizio episodio il protagonista si presenta, egli è Randy, un primino del liceo Norrisville, scelto dal precedente ninja come suo successore. Randy, essendo il nuovo ninja, riceve da quello precedente una scatola contenente la "maschera ninja", che se indossata materializza la tuta direttamente sul corpo, e il "NinjaNomicon"cioè il manuale che indica come diventare un perfetto ninja. Nella scatola c'è anche un avvertimento, che avvisa Randy di non poter svelare la sua identità. Poco più tardi Randy decide di avvertire la scuola che il nuovo ninja è stato scelto e, per farlo, si materializza nella mensa dando spettacolo delle sue capacità.A quel punto, il più fedele servitore del demone della scuola, sguinzaglia contro Randy un robot chiamato "Krakenstein", ovvero l'unione di "Kraken" e "Frankenstein".Il ninja, dopo aver sconfitto il mostro, decide di rivelare ad Howie la sua identità, a patto che egli mantenga il segreto.

### Un posto in tribuna
Randy e Howie vorrebbero un posto in tribuna d'onore durante la partita di basketball e provano ad averlo nei modi più assurdi. Nel frattempo Bucky, un membro della banda, viene pubblicamente umiliato ed il demone ne approfitta trasformandolo in un mostro simile ad una lucertola viola, intenzionata a rovinare tutti gli spettacoli della banda da cui è stato espulso. Randy sconfigge il mostro distruggendo la sua bacchetta per il triangolo, l'oggetto più prezioso per esso.

### Un talento mostruoso
Randy ed Howard si accorgono di non esser stati ancora notati da nessuno e, per risolvere il problema, decidono di essere i giudici dello spettacolo annuale dove tutti mostrano il loro talento. Per giudicare meglio i concorrenti decidono di essere il giudice buono (Randy) e il giudice cattivo (Howard). Dopo che Howard, in qualità di giudice cattivo, ha umiliato ed eliminato dalla gara molti concorrenti (precisamente quattro: Giuggo, il clown, Teresa, l'acrobata, un suonatore di fisarmonica ed un gruppo di ballo hip-pop), essi si sono trasformati in mostri ed il ninja ha dovuto sconfiggerli uno dopo l'altro.

### Il più amato dalla città
Hannibal McFist, l'uomo più amato dalla città, decide di regalare al liceo Norrisville un padiglione, contenente dei robot che interpretano i personaggi storici più famosi. Poco dopo, all'apertura del padiglione, i robot contenuti in esso rapiscono McFist. Randy, in qualità di fan numero uno di Hannibal, non può fare altro che trasformarsi ed entrare nel padiglione per liberarlo. Appena entrato però le porte dietro di lui si richiudono ed i robot cominciano ad attaccarlo. Dopo averli sconfitti Randy capisce la verità, cioè che quello di Hannibal non era un vero rapimento ma bensì una messa in scena per attirarlo in trappola. A confermare la sua ipotesi ci pensa McFist che, dopo aver indossato il McTerminator, affronta il ninja e gli spiega la verità (che Randy aveva già intuito). Dopo un duro scontro Hannibal decide di andarsene, aprendo un varco nel soffitto. Il ninja, dopo esser uscito deluso dal padiglione, non rivela la verità al resto del liceo per non deludere anche loro.

### La nuova spada
Randy, per vincere una scommessa fatta con Howard, abusa del potere della spada, rompendola. Poco dopo il NinjaNomicon lo avverte dell'esistenza di un fabbro, capace di forgiare una nuova spada. Randy, girovagando per la scuola trova l'aula di Sam Sword, cioè il misterioso fabbro. Egli ha da poco finito di rimproverare Brent (un suo allievo) per le sue scarse capacità di fabbro che, per errore, pensa sia stato rimpiazzato da Howard quindi va su tutte le furie e si nasconde in un'aula piena di tubature. Rompendo con il suo martello uno di questi tubi, l'aspirante fabbro viene travolto dall'energia negativa dello Stregone che lo trasforma in un mostro corazzato. Poco prima, Randy chiede a Smith una nuova spada ma egli, sapendo che Randy non ha cura del proprio arsenale, non vuole forgiargliela. Sapendo però che al ninja serve una spada per sconfiggere il male, Smith stabilisce un accordo: se Randy riuscirà a proteggere un palloncino come fosse la sua spada, Smith gliene forgerà una nuova. Intanto il mostro rapisce Howard, quindi Randy ha per lo più il compito di salvarlo.

### Un nuovo compagno
Franz, un bambino tedesco da poco arrivato a scuola per uno scambio culturale, inizia a farsi conoscere da tutti i liceali ed Howard, stanco del comportamento eroico di Randy (che mette sempre il dovere prima del divertimento), ne approfitta e lo dichiara il suo nuovo migliore amico. Nel frattempo Randy viene chiamato dal NinjaNomicon che lo mette in guardia di un falso amico ed egli, molto arrabbiato con Howard, sospetta di lui. Randy deve però ricredersi quando scopre, insieme ad Howard, che Franz è in realtà un robot mandato a scuola da Hannibal McFist per scoprire l'identità del ninja. Comincia allora un combattimento tra il ninja, Franz e dei Lupi Motosega (cioè degli scagnozzi robotici di McFist, simili a dei lupi con una motosega per braccio).

### Il re del gossip
Randy, sconfiggendo qualche nemico al di fuori dell'orario scolastico, scopre segreti imbarazzanti riguardanti la scuola ed il suo personale e ne racconta qualcuno ad Howard. Quest'ultimo li sperpera al programma radiofonico sui pettegolezzi, gestito da sua sorella. Avendo finito i segreti "raccontabili" Howard rivela di conoscere l'identità del ninja ma non dice chi è, rimandando la cosa al prossimo giorno. Purtroppo, anche McFist ha ascoltato il programma radiofonico di Heidi quindi rapisce Howard e, con un marchingegno in grado di leggere nel pensiero, sta per carpire l'identità del ninja. Randy, nel frattempo infiltratosi nel quartier generale di McFist, rammenta un insegnamento (riguardante il lavaggio del cervello) datogli poco prima dal NinjaNomicon e ricorda ad Howard una fastidiosa canzoncina che non gli fa pensare ad altro. Così facendo McFist non riesce a scoprire l'identità del ninja e conclude (erroneamente) che neanche Howard la conosce veramente. Il giorno successivo Howard finge di non conoscere l'identità del ninja e tutti i liceali credono che la sua è stata solo una bugia.

### Habla espanol?
Randy è molto calmo, rilassato ed ottimista, perché è convinto di trovarsi in un "buon momento", ha cioè trascorso un periodo colmo di successi, sia come liceale che come ninja. Dato il suo ottimismo, Randy è sempre convinto di poter riuscire in tutto, fino a quando viene chiamato dal NinjaNomicon che gli spiega con parole profonde che l'unica certezza che il ninja può avere è quella di non aver certezze. Randy però non dà ascolto al Nomicon e rimane della sua idea, fino a quando si ritrova in grande difficoltà ed è costretto a chiedere aiuto al libro che, mostrando una propria personalità, non si apre perché offeso dal comportamento del ninja. Quest'ultimo, fortunatamente, riesce a sconfiggere il nemico e, dispiaciuto e preoccupato di non ricevere più aiuto dal Nomicon, gli chiede scusa e fa pace con lui. L'episodio si conclude con un messaggio del Nomicon, che dice: "quando il ninja è consapevole di non sapere nulla, è pronto ad imparare tutto", messaggio che consolida la pace tra il ninja e il NinjaNomicon.

### La lotta della band
Randy ed Howard hanno intenzione di partecipare ad una "battaglia tra band", poiché anche loro ne formano una chiamata "Solo 30 secondi di Mate". Nonostante il suo ottimismo, Howard è preoccupato perché Randy sparisce sempre (per diventare ninja e proteggere il liceo) nei momenti più belli, quindi gli fa promettere di non trasformarsi in ninja fino alla fine della gara. Però, per errore, Randy si trasforma in ninja (poco dopo di aver detto di non farlo) ed Howard lo vede quindi, al suo ritorno, scioglie la loro band e va via offeso. Poco dopo, Randy consulta il NinjaNomicon, che gli consiglia di non avere amici per non intralciare il suo lavoro da ninja, ma il ragazzo non lo ascolta perché tiene troppo ad Howard. Nel frattempo, al QG (Quartier Generale) di McFist, lui e Viceroy (il suo scienziato/scagnozzo) stanno escogitando un piano per scoprire l'identità del ninja quando Bash, il figliastro di Hannibal, entra nella stanza per chiedere dei soldi al padre.A quel punto Viceroy ha un'idea: mettere nello strumento suonato dalla band di Bash (chiamata "Bash ed i fratelli") un dispositivo, chiamato Nota della Sincerità, in grado di far rivelare al ninja la sua identità. Attuato il piano, Hannibal e Viceroy si presentano alla battaglia tra band, dove nel frattempo Randy e Howard hanno fatto pace (riformando la loro band), ma Bash distrugge il suo strumento, non attivando così il dispositivo. Per rimediare, McFist ordina ai Roboscimmia di rubare un altro strumento e di impiantargli la Nota della Sincerità ma, sfortunatamente per loro, Randy li vede ed interviene (sotto forma di ninja), rompendo di nuovo il suo accordo con Howard, che si è accorto della sparizione improvvisa di Randy. Purtroppo una Roboscimmia riesce a piazzare il dispositivo che, attivato a metà della canzone di Heidi, ipnotizza tutti, compreso Randy. Fortunatamente, Howard aveva ascoltato il piano di McFist, quindi salva la situazione convincendo tutti di essere un po' ninja dentro di sé. Alla fine, Randy ed Howard cantano la loro canzone.

### Ninja contro Ninja
Per Randy è arrivato il momento di imparare la sua prima "mossa speciale", cioè il "pugno d'aria", un colpo molto potente ma che ha un rito di esecuzione un po' strano ed imbarazzante. Proprio per questo motivo, Randy non riesce ad eseguire il colpo perché scoppia sempre a ridere, quindi il Nomicon gli consiglia di avere più rispetto, per qualunque cosa. Poco dopo, il preside attua un'esercitazione (per insegnare ai liceali il modo migliore di evacuare il liceo in caso di attacco da parte di un mostro) quindi raduna tutti nel giardino e sceglie Howard nel ruolo di ninja. Saputa la notizia, Randy scoppia a ridere e prende in giro il compagno che, offeso, prende a sua volta in giro il ninja. Nel frattempo, al QG di McFist è arrivato un nuovo robot che viene subito sferrato contro il liceo. All'arrivo del mostro, Randy vorrebbe trasformarsi, ma non può perché ha lasciato lo zaino (che contiene la maschera ninja) in biblioteca. Mentre cerca di recuperarlo, viene fermato dalla professoressa della banda che gli dice di rispettare le regole e ciò fa ricordare a Randy dell'insegnamento del Nomicon. Poco dopo, Randy riesce a liberarsi della professoressa e, dopo essersi trasformato in ninja, esegue perfettamente il pugno d'aria, nonostante venga deriso da Bash. Con il suo nuovo colpo, Randy sconfigge il robot e capisce l'importanza del rispetto.

### Ritorno al futuro
Randy, per far finire prima le lezioni e poter così comprare un nuovo videogioco, provoca un blackout in tutta la scuola e così facendo, risveglia Dicky, un ragazzo vissuto nel 1985 che, dopo essersi trasformato in mostro in seguito ad una delusione amorosa, venne congelato dal ninja di allora. Una volta liberato dalla sua forma " mostruosa", Dicky si ritrasforma perché ricorda ancora che Tany (cioè colei che lui crede esser la sua fidanzata) gli ha dato buca ad un ballo. Randy, che ha capito che al mostro serve solo riconciliarsi con Tany, porta esso dalla professoressa Rainwood che, nel 1985, si faceva chiamare Tany. Vedendo la sua amata, Dicky ritorna umano e, in pochi attimi, invecchia fino ad avere l'età della professoressa

### Sulla cresta dell'onda
Randy ed Howard entrano nella squadra dei Massacra-onde, i piloti di moto d'acqua del liceo. Mentre lucida la moto di Batter Maker, il campione della squadra, Randy la rompe ma, non avendo il coraggio di confessare ciò che ha fatto, permette a Batter Maker di allenarsi con la moto rotta. Purtroppo, a causa di Randy, la moto perde il controllo ed il campione finisce contro uno scoglio, quindi va in infermeria. Sapendo che senza di lui la sua squadra non può gareggiare, Batter Maker viene preso dal senso di colpa e, grazie all'intervento dello Stregone, si trasforma in un mostro anfibio. Nel frattempo la squadra decide di sostituire il campione con Howard e facendo così può gareggiare. Durante la gara il mostro salta fuori e, mentre Randy lo riporta alla normalità, tocca ad Howard compiere lo sprint finale. Purtroppo Howard non è capace di guidare al meglio la moto d'acqua e per rimediare, il ninja lo sostituisce con Batter Maker, tornato alla normalità. A fine gara Randy confessa di aver rotto la moto del campione.

### Il record da battere
Alla sala videogiochi è arrivato un nuovo videogioco in cui si controlla un robot che deve distruggere la città. Randy scopre però che il robot è reale, e viene controllato dai giocatori che giocano al videogame. Senza saperlo, Howard gioca al videogioco e, nonostante gli avvertimenti di Randy, continua a distruggere la città. A quel punto, grazie ad un intervento del Ninja, il robot viene distrutto facilmente poiché Howard smette di giocare.

### La foto
Randy ed Howard devono ripulire l'atrio della scuola, sporcato da uno dei loro scherzi. Quella stessa sera, però, c'è anche l'annuale foto scolastica in cui i due amici vorrebbero apparire con delle facce buffe. Per raggiungere in tempo gli altri, Randy ed Howard decidono di usare le abilità del Ninja e, usando una delle sue armi, Randy libera da una pietra sacra il Tengu, lo spirito di un uccello maligno che si impossessa di Howard. Dopo un duro combattimento ed un messaggio criptato del Nomicon, Randy capisce che per liberare il suo amico deve bruciare la Tura Ninja e, dopo averlo fatto, il Tengu viene definitivamente sconfitto. Fortunatamente, la Tuta Ninja si ricompone, ed è ancora più forte, perché permette a Randy di eseguire mosse che utilizzano il fuoco.

### Il club dei mostri
La sala mensa è stata ricostruita (poiché distrutta dall'attacco di un mostro) e tutti cercano di prendere il tavolo migliore, compresi Randy ad Howard. Purtroppo, i due finiscono nel tavolo del club dei mostri; formato da Joulian, Dave e dagli altri liceali più soggetti alle umiliazioni. Essi desiderano diventare mostri per vendicarsi dei compagni antipatici e, per sbaglio, Randy gli rivela che per farlo devono sentirsi umiliati. Joulian allora rivela i segreti più umilianti dei componenti del club, ma Randy riesce a farli ritornare normali e fa dimenticare a Joulian il modo per ritrasformarsi in mostro.

### Andiamo al cinema
Randy ed Howard escono durante la notte per vedere la prima visione del film tratto dal videogioco che piace molto ai due. Entrando nel cinema, i due danneggiano il proiettore del film, che fa uscire il protagonista del film dallo schermo. Dopo l'intervento del Ninja, Randy confessa alla madre di Howard che i due sono usciti da soli, giusto per non far cadere la colpa su Heidi.

### Fuga dall'isola del castigo
Howard, insieme a Morgan, Bush e Bucky, si ritrova sull'isola del Castigo, per aver commesso uno scherzo che ha imbrattato la mensa. Insieme al Ninja, i quattro devono sfuggire ad un robot impazzito che inizialmente doveva soltanto punirli per i loro scherzi. Affrontando ognuno la propria prova con le proprie capacità ed idee, i ragazzi raggiungono il dirigibile e lasciano l'isola, che viene per sempre distrutta, insieme al robot.

### Bash Johnson, il Ninja di terza
Per errore tutti pensano che Bash sia il Ninja, compreso lo Stregone, che manda le Robo-Scimmie a catturarlo per distruggerlo. Il Ninja lo salva e gli fa smentire tutto. A quel punto tutti vorrebbero sapere la vera identità del Ninja; tentato, Randy vorrebbe riverarla per avere molti privilegi ma ascolta il Nomicon e lascia tutti nel mistero.

### Ciak, si gira
Jacque, studente francese, raggiunge il primo posto nella classifica dei video più visti, superando Howard e Randy. Un po' arrabbiato per l'accaduto, Randy umilia Jacque usando le abilità del Ninja. Il ragazzo, umiliato, si trasforma in un mostro e Randy, oltre che a sconfiggerlo, deve anche scusarsi con lui.

### Scacco Matto
A scuola si sta disputando una gara di scacchi tra il Norrisville High ed un liceo avversario. Tra i componenti della squadra avversaria, c'è anche un robot di McFist programmato per vincere qualunque partita di scacchi e, seguendo la sua programmazione, il robot sconfigge tutti i partecipanti del Norrisville che diventano mostri. Alla fine, è Howard a battere Steve Riley (il robot) perché, giocando in modo strano, confonde le idee al robot.

### Alla ricerca del Nomicon perduto
Stanco dei messaggi senza senso del Ninja Nomicon, Randy lo dimentica in bagno, dove viene trovato da Bash, che lo porta al suo patrigno, Hannibal McFist. Lo Stregone non perde tempo e, tramite una nebbia rossa, cerca di aprire il Nomicon, ma il Ninja interviene. Però, Randy si trova in difficoltà ed in quel momento ricorda tutti gli insegnamenti del Nomicon, e li sfrutta per scappare dal Quartier Generale di McFist. 

### La ribellione delle Robo-Scimmie
Randy convince le Robo-Scimmie a ribellarsi a McFist, diventato sempre più dispotico. Le Robo-Scimmie accettano il consiglio ed attivano la modalità "Sciopero" ma non ricevendo scuse da Hannibal, attivano la modalità "Scimmia", che li riporta allo stato primitivo. Spinto dal Ninja, McFist si scusa e tutte le Robo-Scimmie tornano alla normalità, permettendo ad Howard e Randy di salire su una nuova giostra.